# Vernois-lès-Vesvres
 Vernois-lès-Vesvres  es una población y comuna francesa, en la región de Borgoña, departamento de Côte-d'Or, en el distrito de Dijon y cantón de Selongey.

## Demografía
| 54 | 44 | 65 | 131 | 164 | 189 |
| Para los censos de 1962 a 1999 la población legal corresponde a la población sin duplicidades (Fuente: INSEE [Consultar]) |    |    |     |     |     |